# Chiesa di San Giuseppe Artigiano (Foggia)
La chiesa di San Giuseppe Artigiano è una chiesa di Foggia.
La chiesa è stata costruita nei pressi dello stadio, in via Caracciolo. La facciata ha un disegno architettonico moderno, mentre all'interno della chiesa vi sono delle vetrate decorate da Guido Grilli con scene raffiguranti la vita di san Giuseppe Artigiano, il Concilio Vaticano II e l'eucaristia.
Il progetto della chiesa fu realizzato dall'architetto Giorgio Calza Bini. Lo stesso architetto disegnò anche la pavimentazione della chiesa e  parecchi elementi di arredo interni come il battistero, le acquasantiere, candelabri e crocifissi in ferro battuto e le stazioni della via Crucis.
All'interno della chiesa inoltre si trovano varie opere scultoree di artisti della seconda metà del XX secolo